# ترونگالا
ترونگالا (به سوئدی: Trånghalla) یک سکونتگاه مسکونی در سوئد است که در Jönköping Municipality واقع شده‌است.

## خصوصیات
ترونگالا ۱٫۰۸ کیلومترمربع مساحت و ۱٬۲۵۱ نفر جمعیت دارد.